# Nettilling
Nettilling (anglicky Nettilling Lake) je studené sladkovodní jezero v teritoriu Nunavut v Kanadě. Nachází se na jihu Baffinova ostrova na planině Great Plain of the Koukdjuak 280 km severozápadně od Iqaluitu. Jezerem prochází severní polární kruh. Jméno pochází z jazyka Inuktitutů, v němž netsilak znamená dospělý tuleň kroužkovaný. Jižní pobřeží objevil v roce 1883 Franz Boas. Je to největší jezero v Nunavutu a zároveň největší jezero světa ležící na ostrově. Mezi kanadskými jezery mu patří podle velikosti 11. místo a patří mezi největší, jež leží celé v Kanadě.

## Ostrovy
Ve východní části jezera je mnoho malých ostrovů, zatímco západní část je hlubší a bez ostrovů.

## Vodní režim
Do jezera ústí řeka Amadjuak, která přitéká z jezera Amadjuak druhého největšího jezera na ostrově a několik dalších řek. Z jezera odtéká řeka Koukdjuak River do zálivu Foxe Basin.

## Vlastnosti vody
Jezero je zamrzlé po převážnou část roku.

## Fauna
V jezeře žije tuleň kroužkovaný a jen tři druhy ryb (siven alpský, koljuška tříostná, koljuška devítiostná). Tundra v okolí jezera je důležitým životním prostorem pro soby západogrónské